# Lindsaea meifolia
Lindsaea meifolia là một loài thực vật có mạch trong họ Dennstaedtiaceae. Loài này được (Kunth) Mett. ex Kuhn miêu tả khoa học đầu tiên năm 1869.